# ライアン・ドリース (野球)
ライアン・トーマス・ドリース（Ryan Thomas Drese, 1976年4月5日 - ）は、アメリカ合衆国カリフォルニア州サンフランシスコ出身の元プロ野球選手（投手）。右投右打。

## 経歴

### プロ入り前
少年時代は地元球団のオークランド・アスレチックスのファンであり、ホセ・カンセコとマーク・マグワイアとの長距離砲コンビである「バッシュ・ブラザーズ」を見ながら育った。
1994年のMLBドラフト5巡目（全体121位）でアスレチックスから指名されたが、この時は契約せずにカリフォルニア大学バークレー校へ進学した。
1997年はMLBドラフト15巡目（全体425位）で再びアスレチックスから指名されたが、この時も契約しなかった。

### 現役時代
1998年のMLBドラフト5巡目（全体153位）でクリーブランド・インディアンスから指名され、プロ入り。
2001年にメジャーデビューを果たすと、翌2002年には先発ローテーションに定着して10勝、特に波に乗った5月は、5試合の登板で3勝1敗、防衛率3.44の成績を挙げ、ルーキー・オブ・ザ・マンスに輝いている。ただし、防御率は6.55のため評価は低く、オフにアーロン・マイエットらとのトレードでテキサス・レンジャーズへ移籍した。
2003年は11試合の登板にとどまったが、2004年には先発ローテーション入りして14勝を挙げてブレイクした。シーズン最終登板となった10月1日のシアトル・マリナーズ戦ではメジャー歴代シーズン最多安打記録更新を目前としていたイチローと対戦し、第一打席には記録に並ぶ三塁前に高くバウンドする左翼前安打、第二打席には中堅前に弾き返されて258安打とし、84年間破られることのなかったジョージ・シスラーの記録更新となる一打を献上している。2005年には開幕投手を務めたが、大量失点する登板が続いた。5月24日には配球を巡って捕手のロッド・バラハスとダグアウト内でつかみ合いの喧嘩になったことなどもあり、6月7日のフィラデルフィア・フィリーズ戦で3回途中5失点で降板して防御率が6.46まで膨れ上がったのを受け、翌8日にDFAとなった。その後、6月10日にウェイバー公示を経てワシントン・ナショナルズへ移籍した。翌2006年が最後のメジャー登板となった。
以降は2011年までの間、ピッツバーグ・パイレーツ傘下、アトランティックリーグの2チーム（カムデン・リバーシャークスとロングアイランド・ダックス）、ボルチモア・オリオールズ傘下を渡り歩いた。

## 投球スタイル
両サイドの低めに高速シンカーとスライダーを投げ分け、時折カーブを交えて緩急をつけるパターンから高い確率で打球をゴロにする投球を見せていた。

## 詳細情報

### 表彰
- ルーキー・オブ・ザ・マンス：1回（2002年5月）

### 背番号
- 57（2001年 - 2002年）
- 37（2003年）
- 38（2004年 - 2005年途中）
- 45（2005年途中 - 2006年）